# Albert Halasz
Albert Halasz, slovensko-madžarski etnograf, publicist in literarni ustvarjalec, * 5. februar 1969, Gornji Lakoš.

## Življenje
Osnovno in srednjo šolo je končal v Lendavi, nato je študiral madžarski jezik in književnost ter etnografijo na Filozofski fakulteti Univerze Lorand Eötvös v Budimpešti. Po diplomi je bil nekaj časa novinar, nato podjetnik s studiem za grafično oblikovanje in založniško dejavnost, od leta 1998 pa je direktor programov za madžarsko narodno skupnost na RTV Slovenija. Kot novinar in publicist je največ pisnih prispevkov objavil v tedniku Nepujsagu in koledarju Naptar, hkrati je raziskoval madžarsko ljudsko folkrolo v Prekmurju in o njej objavljal strokovne članke v Naptarju, v reviji Murataj in drugih strokovnih publikacijah na Madžarskem. Te njegove raziskave so pozneje, ko je na matični fakulteti nadaljeval študij na podiplomski stopnji (doktoriral je leta 2000), postale podlaga za doktorsko dizertacijo JELES NAPOR, NEPI unnepek a muravideken (Madžarski koledarski ljudski običaji v Prekmurju), ki je leta 1999 izšla tudi v knjižni obliki.

## Delo

### Poezija
- Mosolymorzsak (Drobtinice smeha), Lendava, 1991
- KorKör/ Cor - Kor (Bolezen - krog/ Srce - bolezen), Lendava, 1993
- Ikonok (Ikone), Lendava, 1996
- Iget örizve (Čuvati besedo) - pesniški zbornik, Lendava 1998
- Minden szo(I) (Vsebesedje), Lendava, 2006

### Strokovna in druga publicistika
- Varazslatok avagy buveszek receptkönye (Priročnik za čarovnike in čaranje), Budimpešta, 1992
- Az alsolendvai sajto es a neprajz 1889 - 1919 (Dolenjelendavski tisk in etnografija 1889 - 1919) - etnografske študije, Budimpešta, 1994
- Lendava/Lendva (skupaj z Lazslom Gönczem) - priročnik, Györ, 1996
- Jeles napok, nepi ünnepek a Muravideken/ Madžarski koledarski ljudski običaji v Prekmurju, Lendava, 1999
- Dolnjelendavski tisk (zboirnik Dolnja Lendava v obdobju meščanstva), Lendava, 2003